# 액션드로잉 히어로
액션드로잉 히어로(ACTION DRAWING HERO)는 대한민국의 예술 공연으로서 라이브 드로잉과 첨단 미디어 아트가 결합된 새로운 개념의 '넌버벌(Non-verbal) 퍼포먼스'이다. (주)펜타토닉에서 제작하였으며, 2008년 초연이후 2010년 10월 충무로 명보아트홀에 전용관을 오픈하였다.
2013년 11월 1일, 서울극장으로 이전하여 공연명을 "페인터즈 히어로"로 변경하고 공연 중이다.

## 공연 구성
라이트 스크래칭, 액션 페인팅, 더스트 드로잉, 스피드 드로잉, 큐브 아트, 야광 드로잉, 마블링, 배틀 드로잉으로 구성되어 있다.

## 전용관
현재 총 2개의 전용관이 있으며, 서울시 경향 아트힐과 NH 아트홀에 위치해 있다. 

## 미디어
- SBS 《놀라운 대회 스타킹》 261회(2012년 3월 31일)